# Самба Лаобе Фалл
Самба Лаобе (д/н —6 жовтня 1886) — останній дамель (володар) держави Кайор в 1883—1886 роках.

## Життєпис
Походив з династії Фалл, гілки Нгоне Латир. Син дамеля Біріма Нгоне Латира. Про молоді роки обмаль відомостей. 22 серпня 1883 року французька колоніальна влада повалила дамеля Самба Яя, поставивши на трон Самба Лаобе. Його планували використати для війни проти держави Волоф. В липні 1885 року брав участь у відкритті залізниці Дакар — Сен-Луї.
У 1886 році зібрав військо, підбуривши Пенду, брата Аль-Бурі, буурба (володаря) Волофу, на повстання. Втім 6 червня у вирішальній битві Самба Лаобе і Пенда зазнали поразки. Того ж року Самба Лаобе вступив у конфлікт з французькими купцями в Тівауані, де його було вбито. За цим державу Кайор було приєднано до французької колонії Сенегал.